# Герхард I граф фон Шауенбург
Герхард I фон Шауенбург (на немски: Gerhard I, Graf von Schauenburg; † 1168) от род Хесони е благородник от фамилията Шауенбург, основател на линията Шауенбург. Oт ок. 1480 г. името Шауенбург става Шаумбург.
Той е син на Зигехард фон Волфсьолден († 1110/1120) и съпругата му Ута фон Калв († сл. 1075), дъщеря на граф Адалберт II фон Калв († 1099) и Вилтруда от Лотарингия († 1093), дъщеря на херцог Готфрид III Брадатия († 1069). Внук е на Хесо фон Бакнанг († 1114 като монах в „Св. Георг“ в Шварцвалд). Правнук е на граф Хесо II фон Зюлхгау и съпругата му Юдит. Праправнук е на граф Хесо I фон Зюлхгау и Гизела фон Бакнанг. Потомък е на граф Хесо фон Зюлхгау-Ортенау и на Хилтгар.
Роднина е на Юдит фон Бакнанг († 27 септември 1091 в Салерно, погребана в Бакнанг), омъжена за Херман I фон Баден, маркграф на Верона († 1074) и занася като зестра град Бакнанг.
Майка му Ута фон Калв е племенница на папа Лъв IX. Хесоните получават като зестра важни имения на среден Некар. Брат е на Зигфрид II фон Волфсьолден († 23 август 1146), епископ на Шпайер (1127 – 1146).

## Фамилия
Герхард I фон Шауенбург се жени за Хайлека фон Лехсгемюнд († сл. 1157), дъщеря на граф Бертхолд фон Бургек († 1123) и графиня Беатрикс фон Дахау († сл. 1128), дъщеря на граф Арнолд I фон Шайерн-Дахау († ок. 1123) и Беатрис фон Райперсберг († сл. 1124), наследничка на графство Дахау. Те имат два сина:
- Готфрид фон Виненден, женен за фон Рордорф, дъщеря на граф Готфрид фон Рордорф; родители на:
  - Аделхайд фон Виненден († сл. 1211), омъжена пр. 1210 г. за Хайнрих I фон Нойфен († сл. 1246), син на граф Бертхолд I фон Вайсенхорн-Нойфен († 1221) и Аделхайд фон Гамертинген († сл. 1208), дъщеря на граф Адалберт II фон Ахалм-Хетинген († пр. 1172)
- Герхард II фон Шауенбург († сл. 1190); баща на:
  - Фридрих фон Шауенбург († сл. 1199); баща на:
    - Герхард III фон Шауенбург († сл. 1240), женен ок. 1203 г. за фон Лауфен (* ок. 1181); родители на:
      - Бертолд I фон Шауенбург (* ок. 1205 ; † сл. 1281), женен ок. 1239 г. за фон Гунделфинген (* ок. 1218)